# 哈珀 (伊利諾伊州)
哈珀（英語：Harper）是位於美國伊利諾伊州奧格爾縣的一個非建制地區。該地的面積和人口皆未知。

## 地理
哈珀的座標為42°08′29″N 89°38′50″W / 42.14139°N 89.64722°W，而該地的平均海拔高度為286米（即938英尺）。